# Vismia cayennensis
Vismia cayennensis är en johannesörtsväxtart som först beskrevs av Nikolaus Joseph von Jacquin, och fick sitt nu gällande namn av Persoon. Vismia cayennensis ingår i släktet Vismia och familjen johannesörtsväxter. Inga underarter finns listade i Catalogue of Life.